# Amar Ouamrane
Le colonel Amar Ouamrane, né le 19 janvier 1919 à Frikat, en Kabylie, Algérie et mort le 28 juillet 1992 à Alger, surnommé Bu qqaru ("le borné" en kabyle), est un révolutionnaire algérien, un des premiers engagés dans la lutte contre la colonisation française et aussi l'un des initiateurs de l'insurrection.

## Biographie
Il est né le 19 janvier 1919 à Frikat une commune de Kabylie (Algérie), Amar Ouamrane intégra les rangs de l’armée française. Après l’obtention de son certificat d’études primaires, il entra à l’académie militaire de Cherchell où il suivit une formation militaire et obtiendra le grade de sergent.
Il déserte l'armée lors des évènements du massacre de Sétif du 8 mai 1945. Il est arrêté et condamné à mort puis gracié en 1946 par le général Catroux.

### Mouvement national
Il retourna en Kabylie et devint responsable au sein du PPA-MTLD (Parti du peuple algérien-Mouvement pour le triomphe des libertés démocratiques en Algérie) adjoint de Krim Belkacem. Son activité politique au cours de la campagne électorale de 1946 pour les élections municipales lui valut d'être de nouveau arrêté mais il réussit à s'évader et fut contraint, à partir de ce moment-là, à vivre dans la clandestinité.

### Guerre d'Algérie
Le 1er novembre 1954, au déclenchement de la Guerre d'Algérie, Amar Ouamrane dirigea les premières opérations dans la région de Draâ Ben Khedda. Il sera à la tête de la Wilaya IV historique. Amar Ouamrane participe, en août 1956, au congrès de la Soummam à l'issue duquel il accède au grade de colonel de l'ALN et, à ce titre est nommé au CNRA (Conseil national de la révolution algérienne) représentant la Wilaya IV. En 1960, il fut nommé représentant du FLN (Front de Libération Nationale) au Liban puis en Turquie.

## Décorations
- Ahid de l'ordre du Mérite national d'Algérie.